# Mureșul Mijlociu - Cugir
Mureșul Mijlociu - Cugir este o arie protejată (arie specială de conservare — SAC, sit de importanță comunitară — SCI) din România, desemnată în scopul protejării biodiversității și menținerii într-o stare de conservare favorabilă a florei spontane și faunei sălbatice, precum și a habitatelor naturale de interes comunitar aflate în arealul zonei de protecție. Aceasta se întinde pe o suprafață de 356,6 ha, integral pe uscat.

## Localizare
Centrul sitului Mureșul Mijlociu - Cugir este situat la coordonatele 45°57′08″N 23°21′38″E / 45.952333°N 23.360433°E. Situl se întinde pe teritoriile administrative ale comunelor Blandiana, Șibot, Săliștea și Vințu de Jos din județul Alba.

## Înființare
Situl Mureșul Mijlociu - Cugir a fost declarat sit de importanță comunitară (ROSCI0419) în ianuarie 2016 pentru a proteja 10 specii de animale. Situl a fost protejat și ca arie specială de conservare (ROSAC0419) în mai 2022.

## Biodiversitate
Situată în ecoregiunea continentală, aria protejată conține un habitat natural: Galerii de Salix alba și de Populus alba.
La baza desemnării sitului se află mai multe specii protejate:
- mamifere (2): castor (Castor fiber), vidră de râu (Lutra lutra)
- pești (8): avat (Aspius aspius), zvârlugă (Cobitis taenia Complex), boarță (Rhodeus amarus), porcușor de nisip (Romanogobio kesslerii), porcușor de șes (Romanogobio vladykovi), câră (Sabanejewia balcanica), fusar (Zingel streber), pietrar (Zingel zingel)